# Бердимуратов Кауендер
Бердимуратов Кауендер (*10 березня 1926) — каракалпацький художник. Працює в галузі живопису, скульптури і графіки.
Автор композиції «Т. Г. Шевченко» (гіпс, 1964), оформлення до повісті «Тарас на Аралі» Бекбаулова Уразака (Нукус, 1964).